# Ardisia romeroi
Ardisia romeroi är en viveväxtart som beskrevs av José Cuatrecasas. Ardisia romeroi ingår i släktet Ardisia och familjen viveväxter. Inga underarter finns listade i Catalogue of Life.